# Стојковићи (Фоча-Устиколина)
Стојковићи је насељено мјесто у општини Фоча, Федерација Босне и Херцеговине, Босна и Херцеговина.

## Становништво
|         | 2013.      | 1991.        | 1981.        | 1971.        |
| Укупно  | 2 (100,0%) | 111 (100,0%) | 226 (100,0%) | 283 (100,0%) |
| Бошњаци | 2 (100,0%) | 46 (41,44%)1 | 76 (33,63%)1 | 74 (26,15%)1 |
| Срби    | –          | 64 (57,66%)  | 145 (64,16%) | 207 (73,14%) |
| Остали  | –          | 1 (0,901%)   | 5 (2,212%)   | 2 (0,707%)   |

1. 1 На пописима од 1971. до 1991. Бошњаци су пописивани углавном као Муслимани.